# Ліньцін
Ліньцін (кит. спр. 临清市, піньїнь: Línqīng Shì) — місто-повіт в центральнокитайській провінції Шаньдун, складова міста Ляочен.

## Географія
Ліньцін розташовується на заході провінції.

### Клімат
Місто знаходиться у зоні, котра характеризується вологим субтропічним кліматом. Найтепліший місяць — липень із середньою температурою 27.1 °C (80.8 °F). Найхолодніший місяць — січень, із середньою температурою -1.8 °С (28.8 °F).
| Клімат Ліньціна         | Клімат Ліньціна | Клімат Ліньціна | Клімат Ліньціна | Клімат Ліньціна | Клімат Ліньціна | Клімат Ліньціна | Клімат Ліньціна | Клімат Ліньціна | Клімат Ліньціна | Клімат Ліньціна | Клімат Ліньціна | Клімат Ліньціна | Клімат Ліньціна |
| Показник                | Січ.            | Лют.            | Бер.            | Квіт.           | Трав.           | Черв.           | Лип.            | Серп.           | Вер.            | Жовт.           | Лист.           | Груд.           | Рік             |
| Середній максимум, °C   | 3,4             | 6,1             | 13,2            | 21              | 27,3            | 32,1            | 31,6            | 30,5            | 26,5            | 20,7            | 12,4            | 5,4             | 19,2            |
| Середня температура, °C | −1,8            | 0,8             | 7,4             | 14,9            | 21,1            | 26              | 27,1            | 26              | 21,1            | 15,1            | 7,2             | 0,5             | 13,8            |
| Середній мінімум, °C    | −6,8            | −4,3            | 1,8             | 8,9             | 14,7            | 20              | 22,6            | 21,7            | 16              | 9,5             | 2               | −4,2            | 8,5             |
| Норма опадів, мм        | 4.4             | 7               | 12.3            | 28.8            | 33.4            | 62.3            | 172.1           | 133.6           | 50.5            | 30.1            | 14.7            | 5.1             | 554.3           |
| Днів з опадами          | 2,1             | 3,6             | 3,8             | 6               | 5,2             | 7,6             | 13,9            | 11,6            | 7,9             | 6,2             | 5               | 3               | 75,9            |
| Вологість повітря, %    | 52.7            | 53.1            | 51.3            | 51              | 52.6            | 56.1            | 74.5            | 77.2            | 69.2            | 65.1            | 61.2            | 56.9            | 60.1            |
| ----------------------- | --------------- | --------------- | --------------- | --------------- | --------------- | --------------- | --------------- | --------------- | --------------- | --------------- | --------------- | --------------- | --------------- |
| Джерело: Weatherbase    |                 |                 |                 |                 |                 |                 |                 |                 |                 |                 |                 |                 |                 |